# David Thewlis
David Wheeler, művésznevén David Thewlis (Blackpool, Lancashire, 1963. március 20. –) angol színész, rendező, forgatókönyvíró és szerző.

## Élete és pályafutása
A Mezítelenül (1993) című vígjáték-drámával lett ismert, elnyerve a legjobb férfi alakításért járó díjat a Cannes-i fesztiválon. Emlékezetes alakítása volt Remus Lupin a Harry Potter-filmekben (2004–2011), illetve Sir Patrick Morgan / Ares a Wonder Woman (2017) című szuperhősfilmben. 
Egyéb, fontosabb filmjei közé tartozik a James és az óriásbarack (1996), a Sárkányszív (1996), a Hét év Tibetben (1997), a Mennyei királyság (2005), A csíkos pizsamás fiú (2008), a Hadak útján (2011), A mindenség elmélete (2014), az Anomalisa (2015) és A befejezésen gondolkozom (2020).
Feltűnt a Dinotópia – Őslények szigete (2002) című minisorozatban és a Fargo 2017-es, harmadik évadjában. Utóbbival Primetime Emmy- és Golden Globe-jelöléseket szerzett. A Netflix Hormonokkal túlfűtve című animációs sorozatában 2018 óta szinkronszínész.

## Filmográfia

### Film
| Év   | Magyar cím                          | Eredeti cím                                   | Szerep                     | Magyar hang             |
| ---- | ----------------------------------- | --------------------------------------------- | -------------------------- | ----------------------- |
| 1987 |                                     | The Short and Curlies (rövidfilm)             | Clive                      |                         |
| 1987 | Kis Dorrit                          | Little Dorrit                                 | George Braddle             |                         |
| 1988 |                                     | Vroom                                         | Ringe                      |                         |
| 1989 | Háborús amnézia                     | Resurrected                                   | Kevin Deakin               |                         |
| 1991 | Az élet oly édes                    | Life Is Sweet                                 | Nicola szeretője           |                         |
| 1991 | Félelem a sötéttől                  | Afraid of the Dark                            | lakatos / Tom Miller       | Galbenisz Tomasz        |
| 1991 | Félelem a sötéttől                  | Afraid of the Dark                            | lakatos / Tom Miller       | Czető Roland            |
| 1992 |                                     | Swords at Teatime (rövidfilm)                 | Michael                    |                         |
| 1992 | Végzet                              | Damage                                        | nyomozó                    |                         |
| 1993 | A per                               | The Trial                                     | Franz                      | Wohlmuth István         |
| 1993 | Mezítelenül                         | Naked                                         | Johnny                     |                         |
| 1994 | Fekete szépség                      | Black Beauty                                  | Jerry Barker               |                         |
| 1995 | Teljes napfogyatkozás               | Total Eclipse                                 | Paul Verlaine              | Stohl András            |
| 1995 | Változások kora                     | Restoration                                   | John Pearce                | Győri Péter             |
| 1995 |                                     | Hello, Hello, Hello (rövidfilm)               | nem szerepel               |                         |
| 1996 | James és az óriásbarack             | James and the Giant Peach                     | Földigiliszta (hangja)     | Gáspár András           |
| 1996 | Sárkányszív                         | Dragonheart                                   | Einon király               | Alföldi Róbert          |
| 1996 | Dr. Moreau szigete                  | The Island of Dr. Moreau                      | Edward Douglas             | Schnell Ádám            |
| 1997 | Fej vagy írás                       | American Perfekt                              | Santini                    | Várkonyi András         |
| 1997 | Hét év Tibetben                     | Seven Years in Tibet                          | Peter Aufschnaiter         | Széles Tamás            |
| 1998 | A nagy Lebowski                     | The Big Lebowski                              | Knox Harrington            | Csík Csaba Krisztián    |
| 1998 | Elválni Jacktől                     | Divorcing Jack                                | Dan Starkey                |                         |
| 1998 | Ostrom                              | Besieged                                      | Jason Kinsky               |                         |
| 1999 |                                     | Whatever Happened to Harold Smith?            | Nesbit                     |                         |
| 2000 | A csodatevő                         | The Miracle Maker                             | Iskarióti Júdás (hangja)   |                         |
| 2000 | Gengszterek gengsztere              | Gangster No. 1                                | Freddie Mays               | Kőszegi Ákos            |
| 2001 |                                     | Goodbye Charlie Bright                        | Charlie apja               |                         |
| 2002 |                                     | D.I.Y. Hard (rövidfilm)                       | férfi                      |                         |
| 2003 |                                     | Cheeky                                        | Harry Sankey               |                         |
| 2003 | Idővonal                            | Timeline                                      | Robert Doniger             | Fazekas István          |
| 2004 | Harry Potter és az azkabani fogoly  | Harry Potter and the Prisoner of Azkaban      | Remus Lupin                | Cs. Németh Lajos        |
| 2005 | Mennyei királyság                   | Kingdom of Heaven                             | ispotályos lovag           | Tahi Tóth László        |
| 2005 | Isten bárányai                      | All the Invisible Children                    | Jonathan                   |                         |
| 2005 | Az új világ                         | The New World                                 | Edward Wingfield           | Fazekas István          |
| 2006 | Elemi ösztön 2.                     | Basic Instinct 2                              | Roy Washburn nyomozó       | Tahi Tóth László        |
| 2006 | Ómen                                | The Omen                                      | Keith Jennings             | Tarján Péter            |
| 2007 |                                     | The Inner Life of Martin Frost                | Martin Frost               |                         |
| 2007 | Harry Potter és a Főnix Rendje      | Harry Potter and the Order of the Phoenix     | Remus Lupin                | Cs. Németh Lajos        |
| 2008 | A csíkos pizsamás fiú               | The Boy in the Striped Pyjamas                | Ralf                       | Schnell Ádám            |
| 2009 | Harry Potter és a Félvér Herceg     | Harry Potter and the Half-Blood Prince        | Remus Lupin                | Cs. Németh Lajos        |
| 2009 | Veronika meg akar halni             | Veronika Decides to Die                       | Dr. Blake                  | Rosta Sándor            |
| 2010 |                                     | Mr. Nice                                      | James McCann               |                         |
| 2010 | London Boulevard                    | London Boulevard                              | Jordan                     | Anger Zsolt             |
| 2010 | Harry Potter és a Halál ereklyéi 1. | Harry Potter and the Deathly Hallows – Part 1 | Remus Lupin                | Cs. Németh Lajos        |
| 2011 | Harry Potter és a Halál ereklyéi 2. | Harry Potter and the Deathly Hallows – Part 2 | Remus Lupin                | Cs. Németh Lajos        |
| 2011 |                                     | The Lady                                      | Michael Aris               |                         |
| 2011 | Anonymus                            | Anonymous                                     | William Cecil              | Szombathy Gyula         |
| 2011 | Hadak útján                         | War Horse                                     | Lyons                      | Dunai Tamás             |
| 2012 |                                     | Separate We Come, Separate We Go (rövidfilm)  | Norman                     |                         |
| 2013 | RED 2.                              | Red 2                                         | A Béka                     | Schnell Ádám            |
| 2013 | A WikiLeaks-botrány                 | The Fifth Estate                              | Nick Davies                | Mészáros Máté           |
| 2013 | A zéró elmélet                      | The Zero Theorem                              | Joby                       | Rosta Sándor            |
| 2014 | A mindenség elmélete                | The Theory of Everything                      | Dennis Sciama              | Tahi Tóth László        |
| 2014 | A Stonehearst Elmegyógyintézet      | Stonehearst Asylum                            | Mickey Finn                | Pusztaszeri Kornél      |
| 2014 | A királynőért és a hazáért          | Queen and Country                             | Bradley                    |                         |
| 2014 |                                     | Sunday Roast (rövidfilm)                      | Dick Puck                  |                         |
| 2015 |                                     | Regression                                    | Kenneth Raines professzor  |                         |
| 2015 | Legenda                             | Legend                                        | Leslie Payne               | Tahi Tóth László        |
| 2015 | Legenda                             | Legend                                        | Leslie Payne               | Háda János              |
| 2015 | Macbeth                             | Macbeth                                       | Duncan király              | Schnell Ádám            |
| 2015 | Anomalisa                           | Anomalisa                                     | Michael Stone              | Mertz Tibor             |
| 2017 | Wonder Woman                        | Wonder Woman                                  | Sir Patrick Morgan / Arész | Gyabronka József        |
| 2017 | Az Igazság Ligája                   | Justice League                                | Arész (cameo)              |                         |
| 2017 | A kegyelem                          | The Mercy                                     | Rodney Hallworth           | Schnell Ádám            |
| 2019 |                                     | Rare Beasts                                   | Vic                        |                         |
| 2019 | A díszvendég                        | Guest of Honour                               | Jim                        |                         |
| 2019 |                                     | Eternal Beauty                                | Mike                       |                         |
| 2020 | A befejezésen gondolkozom           | I'm Thinking of Ending Things                 | apa                        |                         |
| 2022 | Enola Holmes 2.                     | Enola Holmes 2                                | Grail Felügyelő            | Győri Péter             |
| 2022 | Fantasztikus Maurícius              | The Amazing Maurice                           | Főnök (hangja)             | Menszátor Héresz Attila |

### Televízió
| Év        | Magyar cím                         | Eredeti cím                          | Szerep                                 | Megjegyzések                                            |
| --------- | ---------------------------------- | ------------------------------------ | -------------------------------------- | ------------------------------------------------------- |
| 1985      |                                    | Up the Elephant and Round the Castle | tolvaj                                 | 1 epizód                                                |
| 1985      | Szemesnek áll a világ              | Only Fools and Horses                | Stew                                   | 1 epizód                                                |
| 1985      |                                    | Summer Season                        | Jim Grams                              | 1 epizód                                                |
| 1986      | Az éneklő detektív                 | The Singing Detective                | katona                                 | 2 epizód                                                |
| 1987–1988 |                                    | Valentine Park                       | Max                                    | 12 epizód                                               |
| 1987–1991 |                                    | Screenplay                           | Terry / Joey                           | 2 epizód                                                |
| 1989      |                                    | A Bit of a Do                        | Paul Simcock                           | 6 epizód                                                |
| 1989      |                                    | Skulduggery                          | Tony                                   | tévéfilm                                                |
| 1990      | A narancs nem az egyetlen gyümölcs | Oranges Are Not the Only Fruit       | doktor                                 | 3 epizód                                                |
| 1991      |                                    | Shrinks                              | Terry Slater                           | 1 epizód                                                |
| 1991–1992 |                                    | Screen One                           | látogató a krematóriumban / Tim Shanks | 2 epizód                                                |
| 1993      |                                    | Frank Stubbs Promotes                | Mike Bence                             | 1 epizód                                                |
| 1993      | Első számú gyanúsított             | Prime Suspect                        | James Jackson                          | 2 epizód                                                |
| 1994      |                                    | Dandelion Dead                       | Oswald Martin                          | 4 epizód                                                |
| 1999      |                                    | Love Story                           | díler                                  | rövidfilm                                               |
| 2000      |                                    | Endgame                              | Clov                                   | tévéfilm                                                |
| 2001      |                                    | Hamilton Mattress                    | Hamilton Mattress (hangja)             | rövidfilm                                               |
| 2002      | Dinotópia – Őslények szigete       | Dinotopia                            | Cyrus Crabb                            | - minisorozat (3 epizód) - magyar hangja: - Cseke Péter |
| 2007      |                                    | The Street                           | Joe / Harry Jennerson                  | 1 epizód                                                |
| 2014      | Family Guy                         | Family Guy                           | angol apa (hangja)                     | 1 epizód                                                |
| 2015      | Váratlan vendég                    | An Inspector Calls                   | Goole felügyelő                        | - tévéfilm - magyar hangja: - Rátóti Zoltán             |
| 2017      | Fargo                              | Fargo                                | V. M. Varga                            | 10 epizód                                               |
| 2018–     | Hormonokkal túlfűtve               | Big Mouth                            | Shame Wizard (hangja)                  |                                                         |
| 2019      |                                    | The Feed                             | Lawrence Hatfield                      | 10 epizód                                               |
| 2020      |                                    | Barkskins                            | Claude Trepagny                        | 10 epizód                                               |
| 2021      | Titkok a kertben                   | Landscapers                          | Christopher Edwards                    | minisorozat                                             |
| 2022      | Sandman: Az álmok fejedelme        | The Sandman                          | John Dee                               | - 4 epizód - magyar hangja: - Schnell Ádám              |
| 2022–2023 | Emberi erőforrások                 | Barkskins                            | Lionel St. Swithens / Shame Wizard     | - 14 epizód - magyar hangja: - Mertz Tibor              |
| 2023–     | Az agyafúrt vagány                 | The Artful Dodger                    | Fagin                                  | főszereplő                                              |
| 2024      |                                    | Kaos                                 | Hadész                                 | állandó szereplő                                        |

## Díjak és jelölések
- Megnyert díj – Cannes-i fesztivál (1993) – legjobb férfi alakítás (Mezítelenül)
- Jelölve – Arany Málna díj (2007) – legrosszabb férfi mellékszereplő (Elemi ösztön 2. és Ómen)

## Fordítás
- Ez a szócikk részben vagy egészben  a   David Thewlis című angol Wikipédia-szócikk ezen változatának fordításán alapul.  Az eredeti cikk szerkesztőit annak laptörténete sorolja fel. Ez a jelzés csupán a megfogalmazás eredetét és a szerzői jogokat jelzi, nem szolgál a cikkben szereplő információk forrásmegjelöléseként.